# Kondenzirano mleko
Kondenzirano mleko, znano tudi kot (sladkano) zgoščeno mleko, je kravje mleko, iz katerega je bila odstranjena voda in mu je bil dodan sladkor.

## Proizvodnja
Surovo mleko je posneto in standardizirano, potem pa se segreje na 85−90 °C za nekaj sekund. To ogrevanje uniči nekatere mikroorganizme. Ločitev zmanjšuje maščobe in zavira oksidacijo.  Nekaj vode se uparja iz mleka, nato se doda približno 45 % sladkorja. Ta sladkor je tisto, kar podaljšuje rok trajanja sladkanemu zgoščenemu mleku. Saharoza poveča gostoto tekočine, osmotski tlak preprečuje rast mikroorganizmov. Sladkano evaporirano mleko ohladimo, da se laktoza kristalizira.

## Trenutna uporaba
Uporablja se pri pripravi sladic. V Singapurju je priljubljeno nadomestilo za običajno mleko v kavi in čaju.